# Call of Duty: Black Ops 4
Call of Duty: Black Ops 4 (estilizado como Call of Duty: Black Ops IIII) es un videojuego de acción de disparos en primera persona desarrollado por Treyarch y distribuido por Activision. Es la decimoquinta entrega de la serie Call of Duty y la quinta entrada de la subserie Black Ops, después de Call of Duty: Black Ops III (2015). El juego se lanzó el 12 de octubre de 2018 para PlayStation 4, Windows y Xbox One.
Black Ops 4 es el primer título de la serie sin un modo de campaña tradicional para un jugador. En cambio, presenta el modo de misiones en solitario, que se centra en las historias de fondo de los personajes multijugador del juego, conocidos como "especialistas". Las misiones tienen lugar entre Black Ops II y Black Ops III cronológicamente, aunque algunos de los especialistas también se trasladaron de Black Ops III. El modo multijugador es el primero desde Call of Duty 1 que no presenta regeneración automática de salud e introduce tanto retroceso predictivo como un nuevo sistema balístico. Incluyó tres mapas de Zombis el día del lanzamiento, cuatro si se compra una edición especial del juego o el Black Ops Pass. Las ubicaciones de los mapas incluyen el RMS Titanic, una arena de gladiadores en el Egipto romano y la Penitenciaría Federal de Alcatraz. El juego también introdujo un modo battle royale llamado Blackout, que presenta hasta 100 jugadores en cada juego. Muchos personajes de este y otros títulos de Black Ops se pueden usar como skins del jugador en este modo.
El desarrollo del juego comenzó poco después del lanzamiento de Black Ops III. Treyarch optó por no crear un modo de campaña para el juego al comienzo del desarrollo, sino que puso todo su enfoque en el aspecto multijugador. Citaron un mayor interés por el modo multijugador y la falta de tiempo de la base de jugadores en el modo campaña como razones por las que cambiaron su enfoque. Black Ops 4 utiliza la plataforma Battle.net de Blizzard Entertainment para la versión de Windows en lugar de Steam, el primer juego de la serie en hacerlo. Las burlas del juego comenzaron en marzo de 2018, con una revelación completa a finales de mayo. Dos betas se llevaron a cabo para el juego; uno para el modo multijugador en agosto y otro para Blackout en septiembre. La fecha de lanzamiento se movió hasta octubre en lugar del noviembre habitual de la serie en un intento de evitar coincidir con el lanzamiento de otros juegos de alto perfil.
La recepción previa al lanzamiento del juego fue negativa debido a la falta de un modo de campaña y el Black Ops Pass, un pase de temporada que distribuye contenido descargable (DLC) en forma de "Operaciones". Black Ops 4 recibió críticas positivas en el lanzamiento, con elogios hacia sus tres modos, particularmente Blackout, mientras que recibió críticas por la falta de un modo de campaña del juego y el diseño de sus microtransacciones implementadas en las actualizaciones. A pesar de que las ventas minoristas físicas del juego son las más bajas de la serie en una década, fue el lanzamiento digital más vendido en la historia de Activision, superando a Call of Duty: WWII de 2017.

## Desarrollo
El videojuego Call of Duty: Black Ops 4 fue anunciado oficialmente el 8 de marzo de 2018, con la presentación de un breve tráiler. Además, se anunció que el juego  sería mostrado por primera vez al público el 17 de mayo de 2018 en un "evento de la comunidad", sin ofrecer más detalles al respecto.

## Lanzamiento
Call of Duty: Black Ops 4 fue lanzado el 12 de octubre de 2018, para Microsoft Windows, PlayStation 4 y Xbox One. Es el primer título de Call of Duty que se lanzó en octubre desde Call of Duty 2; los títulos desde entonces habían sido lanzados en noviembre tradicionalmente, pero Call of Duty: Black Ops 4 lo hizo un mes antes debido al lanzamiento anticipado de Rockstar Games de Red Dead Redemption 2 el 26 de octubre.